# Guy Mezger
Guy Mezger (Houston, Texas, 1 de enero de 1968) es un artista marcial mixto estadounidense que también ha competido en otros deportes de combate profesionales, incluidos el full contact, el kickboxing y el boxeo. Mezger se retiró de la competencia profesional el 25 de enero de 2005, aunque su última pelea fue en 2003. Mezger fue campeón en artes marciales mixtas en dos promociones diferentes, Ultimate Fighting Championship (UFC) y Pancrase. Tiene victorias notables sobre Tito Ortiz, Masakatsu Funaki, Yuki Kondo, Semmy Schilt y Minoru Suzuki.

## Primeros años
Nacido en Houston, Texas, y criado en Dallas, Texas, Mezger luchó en la escuela secundaria y también practicó taekwondo, en el que tiene un cinturón negro de séptimo grado. Como kickboxer profesional, ganó el título de peso pesado de Estados Unidos antes de ganar posteriormente el campeonato mundial de peso pesado de la WKC en junio de 1995; un título que defendería una vez antes de retirarse del deporte para competir en Pancrase.

## Carrera en artes marciales mixtas

### PRIDE Fighting Championship
Mezger hizo su debut en PRIDE FC en 1999 en PRIDE 6 contra Akira Shoji, la cual fue victoria para Shoji por decisión dividida.
Posteriormente Mezger luchó contra Kazushi Sakuraba, quien en ese momento era considerado uno de los mejores luchadores libra por libra del mundo. La pelea tuvo lugar en PRIDE Grand Prix 2000 Opening Round. Mezger tomó la pelea con dos semanas de anticipación y tenía un pie roto antes de la pelea. El contrato que firmó Mezger estipulaba que la pelea sería de un asalto de 15 minutos sin tiempo extra, en contraste con las otras peleas que tendrían un asalto extra en caso de empate. La pelea consistió principalmente en que Mezger controlaba la pelea al detener los intentos de derribo de Sakuraba mientras realizaba ataques desde el exterior. El asalto terminó y Mezger esperaba que la pelea fuera resuelta por los jueces, pero los oficiales de PRIDE FC querían que la pelea fuera a tiempo extra. Esto resultó en una de las controversias más grandes y publicitadas en la historia de las AMM.
Según Mezger, a PRIDE FC no le gustó el resultado de la pelea y cambió el contrato en el acto para darle a Sakuraba otra oportunidad de ganar la pelea. Siguió una discusión y su hombre en la esquina, Ken Shamrock, ordenó a Mezger que saliera del cuadrilátero y regresara al vestuario, quien estaba furioso por la decisión de extender la pelea debido a su lesión en el pie y el hecho de que tomó la pelea con poca antelación. Más tarde en esa misma noche, el presidente de PRIDE FC se disculpó públicamente con Mezger en el Tokio Dome por la falta de comunicación. Mezger agregó: «El padre de Royce se me acercó después de mi pelea y me dijo: "Te jodieron. Ganaste esa pelea". Aquí está Helio Gracie acercándose a mí y diciéndome que me estafaron».
Mezger luego compitió contra Masaaki Satake, ganando la pelea por decisión unánime.
Mezger hizo su regreso en PRIDE 10, enfrentándose a Wanderlei Silva. Mezger tomó la delantera temprano, cortando a Silva con varias combinaciones nítidas y superando a Silva; sin embargo, Mezger finalmente fue noqueado en el minuto 3:45. Poco antes del nocaut, Silva estaba recibiendo muchos puñetazos del intercambio de golpes y procedió a lanzar un cabezazo intencional e ilegal a Mezger que finalmente lo llevó a conectar la combinación del nocaut. Muchas personas sintieron que se trataba de un movimiento sucio que afectó el resultado final. Algunas personas, incluido Kazushi Sakuraba, sintieron que la pelea debería haber sido declarada como Sin resultado. Mezger habló sobre sus sentimientos al respecto en una entrevista: «No voy a llorar, es el juego de lucha y pasan cosas así, acostúmbrate. No es una situación ganadora cuando se trata de responder esa pregunta. Si dijera que sí [afectó el resultado], entonces estaría poniendo excusas. Me gustaría una revancha».
Mezger derrotó a Alexander Otsuka por nocaut técnico en PRIDE 12. Otsuka desafió a Mezger a otra pelea, pero fue derrotado por nocaut técnico por segunda vez. Mezger regresó nuevamente en PRIDE 13 para enfrentarse a Egan Inoue. Mezger obtuvo una victoria por nocaut sobre Inoue.
Mezger luego se enfrentó a Chuck Liddell en PRIDE 14. Mezger fue noqueado en el segundo asalto.
Mezger se enfrentó a Ricardo Arona en PRIDE 16. Mezger ingresó al cuadrilátero con una bandera estadounidense sobre sus hombros por respeto a las víctimas de los atentados del 11 de septiembre de 2001. También usó calzoncillos con un diseño de bandera estadounidense. Arona y Mezger se rodearon por unos momentos, antes de moverse e intercambiar golpes. Mezger terminó el primer asalto con dos derribos y una posición de montaje lateral, pero no pudo capitalizarlo. El segundo asalto fue casi igual hasta que Mezger conectó una patada en la cara de Arona. El tercer asalto tomó un giro diferente en los tres últimos minutos, cuando Arona logró su único derribo en la pelea. El tercer asalto continuó así, con Arona tendido sobre Mezger, usando su ground and pound hasta el término del combate. Aunque Mezger controló los dos primeros asaltos (el primer asalto fue de 10 minutos y los segundo y tercer asaltos de 5 minutos cada uno), los jueces le otorgaron una victoria a Arona por decisión dividida.
En diciembre de 2001, a Mezger se le propuso la idea de pelear en Inoki Bom-Ba-Ye mientras usaba el atuendo y la máscara de Tiger Mask, pero no aceptó. Por lo tanto, Mezger regresó a la competencia en PRIDE 22 después de un año de descanso, ganando por decisión sobre Norihisa Yamamoto. Mezger luego luchó contra Antônio Rogério Nogueira en PRIDE 24. Mezger tuvo varios buenos intercambios de golpes y mostró su lucha de sumisión y defensa contra derribos, sin embargo perdió la pelea por decisión dividida.

## Títulos

### Artes marciales mixtas
- Pancrase
  - Campeonato de peso abierto King of Pancrase (3 veces)
  - Campeón del Torneo de Clasificación Pancrase 1996
- Ultimate Fighting Championship
  - Ganador del torneo de peso ligero de UFC 13

### Full contact
- World Full Contact
  - Campeón mundial de full contact 1993 y 1994

### Kickboxing
- Consejo Mundial de Kickboxing
  - 1995 Campeón mundial de kickboxing de la WKC
- Otro
  - 1996 Campeón mundial de lucha libre de la WFFF (peso pesado júnior)

## Registro de artes marciales mixtas
| Resultado | Récord  | Oponente                 | Método                        | Evento                                            | Fecha                    | Asalto | Tiempo    | Localización                                  | Notas |
| --------- | ------- | ------------------------ | ----------------------------- | ------------------------------------------------- | ------------------------ | ------ | --------- | --------------------------------------------- | ----- |
| Victoria  | 30-14-2 | Daniel Bergman           | TKO (golpes)                  | European Vale Tudo 1 – Genesis                    | 6 de diciembre de 2003   | 2      | 1:46      | Copenhague, Dinamarca                         |       |
| Derrota   | 29-14-2 | Antônio Rogério Nogueira | Decisión (dividida)           | PRIDE 24                                          | 23 de diciembre de 2002  | 3      | 5:00      | Fukuoka, Japón                                |       |
| Victoria  | 29-13-2 | Yoshihisa Yamamoto       | Decisión (unánime)            | PRIDE 22                                          | 29 de septiembre de 2002 | 3      | 5:00      | Nagoya, Japón                                 |       |
| Derrota   | 28-13-2 | Ricardo Arona            | Decisión (dividida)           | PRIDE 16                                          | 24 de septiembre de 2001 | 3      | 5:00      | Osaka, Japón                                  |       |
| Derrota   | 28-12-2 | Chuck Liddell            | KO (golpe)                    | PRIDE 14                                          | 27 de mayo de 2001       | 2      | 0:21      | Yokohama, Japón                               |       |
| Victoria  | 28-11-2 | Egan Inoue               | KO (rodillazo y golpe)        | PRIDE 13                                          | 25 de marzo de 2001      | 1      | 2:25      | Saitama, Prefectura de Saitama, Japón         |       |
| Victoria  | 27-11-2 | Alexander Otsuka         | TKO (corte)                   | KOTC 7 - Wet and Wild                             | 24 de febrero de 2001    | 2      | 1:57      | San Jacinto, California, Estados Unidos       |       |
| Victoria  | 26-11-2 | Alexander Otsuka         | TKO (golpes)                  | PRIDE 12                                          | 9 de diciembre de 2000   | 1      | 1:52      | Saitama, Prefectura de Saitama, Japón         |       |
| Victoria  | 25-11-2 | Sam Adkins               | Rendición                     | Freestyle Fighting Championship                   | 18 de noviembre de 2000  | 1      | 2:11      | Dallas, Texas, Estados Unidos                 |       |
| Derrota   | 24-11-2 | Wanderlei Silva          | KO (golpes)                   | PRIDE 10                                          | 27 de agosto de 2000     | 1      | 3:45      | Tokio, Japón                                  |       |
| Victoria  | 24-10-2 | Masaaki Satake           | Decisión                      | PRIDE Grand Prix 2000 Finals                      | 1 de mayo de 2000        | 1      | 15:00     | Tokio, Japón                                  |       |
| Victoria  | 23-10-2 | Brad Jones               | TKO (golpes)                  | Pure Action 2                                     | 3 de marzo de 2000       | 2      | 1:35      | Kings Point, Nueva York, Estados Unidos       |       |
| Derrota   | 22-10-2 | Kazushi Sakuraba         | TKO (abandono)                | PRIDE Grand Prix 2000 Opening Round               | 30 de enero de 2000      | 1      | 15:00     | Tokio, Japón                                  |       |
| Derrota   | 22-9-2  | Akira Shoji              | Decisión (dividida)           | PRIDE 6                                           | 4 de julio de 1999       | 3      | 5:00      | Yokohama, Japón                               |       |
| Derrota   | 22-8-2  | Tito Ortiz               | TKO (golpes)                  | UFC 19                                            | 5 de marzo de 1999       | 1      | 9:56      | Bay St. Louis, Misisipi, Estados Unidos       |       |
| Victoria  | 22-7-2  | Yuki Kondo               | Decisión (mayoría)            | Pancrase - Advance 12                             | 19 de diciembre de 1998  | 1      | 20:00     | Chiba, Japón                                  |       |
| Victoria  | 21-7-2  | Ryushi Yanagisawa        | Decisión (puntos perdidos)    | Pancrase - 1998 Anniversary Show                  | 14 de septiembre de 1998 | 1      | 30:00     | Tokio, Japón                                  |       |
| Derrota   | 20-7-2  | Semmy Schilt             | TKO (golpes)                  | Pancrase - Advance 8                              | 21 de junio de 1998      | 1      | 13:15     | Kobe, Japón                                   |       |
| Victoria  | 20-6-2  | Masakatsu Funaki         | Decisión (unánime)            | Pancrase - Advance 5                              | 26 de abril de 1998      | 1      | 30:00     | Yokohama, Japón                               |       |
| Victoria  | 19-6-2  | Ryushi Yanagisawa        | Decisión (unánime)            | Pancrase - Advance 4                              | 18 de marzo de 1998      | 1      | 20:00     | Tokio, Japón                                  |       |
| Victoria  | 18-6-2  | Johnny Magilonico        | Rendición (choke)             | World Pankration Championships 2                  | 16 de enero de 1998      | 1      | Sin datos | Dallas, Texas, Estados Unidos                 |       |
| Victoria  | 17-6-2  | Satoshi Hasegawa         | TKO (armlock)                 | Pancrase: Alive 11                                | 20 de diciembre de 1997  | 1      | 2:52      | Yokohama, Japón                               |       |
| Victoria  | 16-6-2  | Kiuma Kunioku            | KO (patada)                   | Pancrase: Alive 9                                 | 29 de octubre de 1997    | 1      | 11:12     | Tokio, Japón                                  |       |
| Victoria  | 15-6-2  | Paul Lazenby             | Rendición (choke)             | World Pankration Championships 1                  | 26 de octubre de 1997    | 1      | Sin datos | Texas, Estados Unidos                         |       |
| Derrota   | 14-6-2  | Masakatsu Funaki         | Rendición (triangle/armbar)   | Pancrase: 1997 Anniversary Show                   | 6 de septiembre de 1997  | 1      | 3:58      | Chiba, Japón                                  |       |
| Victoria  | 14-5-2  | Keiichiro Yamamiya       | Decisión (puntos perdidos)    | Pancrase: Alive 7                                 | 30 de julio de 1997      | 1      | 15:00     | Fukuoka, Japón                                |       |
| Victoria  | 13-5-2  | Tito Ortiz               | Rendición (guillotine choke)  | UFC 13                                            | 30 de mayo de 1997       | 1      | 3:00      | Augusta, Georgia, Estados Unidos              |       |
| Victoria  | 12-5-2  | Christophe Leininger     | Decisión                      | UFC 13                                            | 30 de mayo de 1997       | 1      | 15:00     | Augusta, Georgia, Estados Unidos              |       |
| Derrota   | 11-5-2  | Yuki Kondo               | Decisión (puntos perdidos)    | Pancrase: Alive 2                                 | 22 de febrero de 1997    | 1      | 20:00     | Chiba, Japón                                  |       |
| Victoria  | 11-4-2  | Semmy Schilt             | Decisión (puntos perdidos)    | Pancrase: Alive 1                                 | 17 de enero de 1997      | 1      | 20:00     | Tokio, Japón                                  |       |
| Victoria  | 10-4-2  | Yuki Kondo               | Decisión (puntos perdidos)    | Pancrase - Truth 10                               | 15 de diciembre de 1996  | 1      | 20:00     | Tokio, Japón                                  |       |
| Derrota   | 9-4-2   | Kiuma Kunioku            | Decisión (dividida)           | Pancrase - Truth 7                                | 8 de octubre de 1996     | 1      | 10:00     | Nagoya, Japón                                 |       |
| Victoria  | 9-3-2   | Ryushi Yanagisawa        | Decisión (unánime)            | Pancrase - 1996 Anniversary Show                  | 7 de septiembre de 1996  | 1      | 20:00     | Chiba, Japón                                  |       |
| Empate    | 8-3-2   | Osami Shibuya            | Empate                        | Pancrase - Truth 6                                | 25 de junio de 1996      | 1      | 10:00     | Fukuoka, Japón                                |       |
| Victoria  | 8-3-1   | Minoru Suzuki            | TKO (golpes)                  | Pancrase - Truth 5                                | 16 de mayo de 1996       | 1      | 7:59      | Tokio, Japón                                  |       |
| Victoria  | 7-3-1   | Ryushi Yanagisawa        | KO (patada a la cabeza)       | Pancrase - Truth 4                                | 8 de abril de 1996       | 1      | 12:21     | Tokio, Japón                                  |       |
| Victoria  | 6-3-1   | Manabu Yamada            | TKO (detención del médico)    | Pancrase - Truth 3                                | 7 de abril de 1996       | 1      | 6:14      | Tokio, Japón                                  |       |
| Victoria  | 5-3-1   | Takaku Fuke              | Decisión (unánime)            | Pancrase - Truth 3                                | 7 de abril de 1996       | 1      | 10:00     | Tokio, Japón                                  |       |
| Derrota   | 4-3-1   | Bas Rutten               | Rendición (heel hook)         | Pancrase - Truth 2                                | 2 de marzo de 1996       | 1      | 19:36     | Kobe, Japón                                   |       |
| Victoria  | 4-2-1   | Gregory Smit             | Decisión (puntos perdidos)    | Pancrase - Truth 1                                | 28 de enero de 1996      | 1      | 10:00     | Yokohama, Japón                               |       |
| Derrota   | 3-2-1   | Minoru Suzuki            | TKO (detención del médico)    | Pancrase - Eyes Of Beast 7                        | 14 de diciembre de 1995  | 1      | 7:15      | Sapporo, Japón                                |       |
| Empate    | 3-1-1   | Ryushi Yanagisawa        | Empate                        | Pancrase - Eyes Of Beast 6                        | 4 de noviembre de 1995   | 1      | 10:00     | Yokohama, Japón                               |       |
| Derrota   | 3-1-0   | Masakatsu Funaki         | Rendición (achilles lock)     | Pancrase - 1995 Anniversary Show                  | 1 de septiembre de 1995  | 1      | 6:46      | Tokio, Japón                                  |       |
| Victoria  | 3-0-0   | John Renfroe             | Rendición (armlock)           | Pancrase - 1995 Neo-Blood Tournament Second Round | 23 de julio de 1995      | 1      | 7:25      | Tokio, Japón                                  |       |
| Victoria  | 2-0-0   | John Dowdy               | TKO (golpes)                  | UFC 5                                             | 7 de abril de 1995       | 1      | 2:02      | Charlotte, Carolina del Norte, Estados Unidos |       |
| Victoria  | 1-0-0   | Jason Fairn              | TKO (detención de la esquina) | UFC 4                                             | 16 de diciembre de 1994  | 1      | 2:13      | Tulsa, Oklahoma, Estados Unidos               |       |